# Strada del Ponale
La strada del Ponale è una vecchia strada che risale la valle del torrente Ponale, collegando il lago di Ledro con Riva del Garda.

## Storia

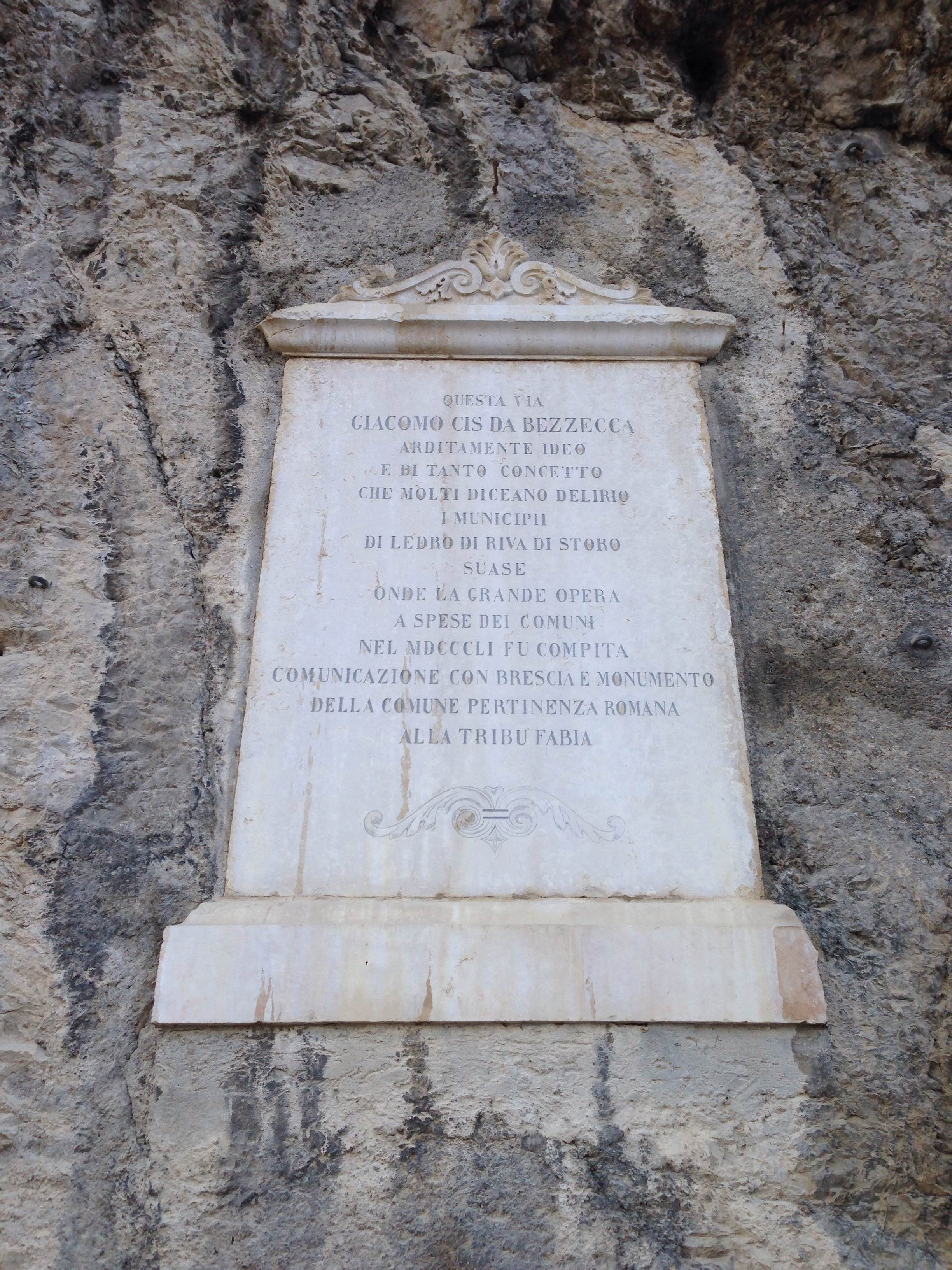
Lapide che ricorda Giacomo Cis

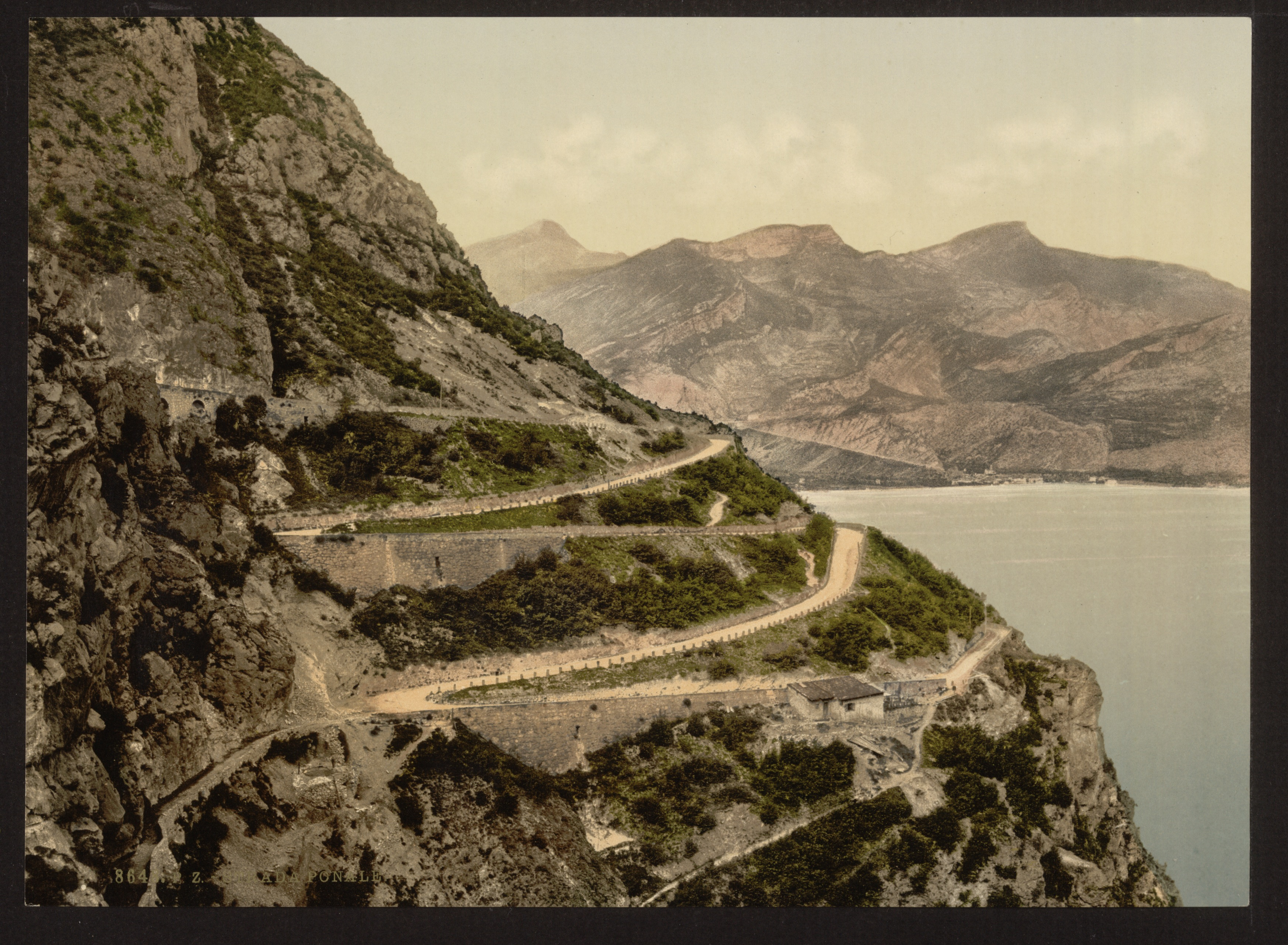
La strada del Ponale tra il 1890 e il 1900

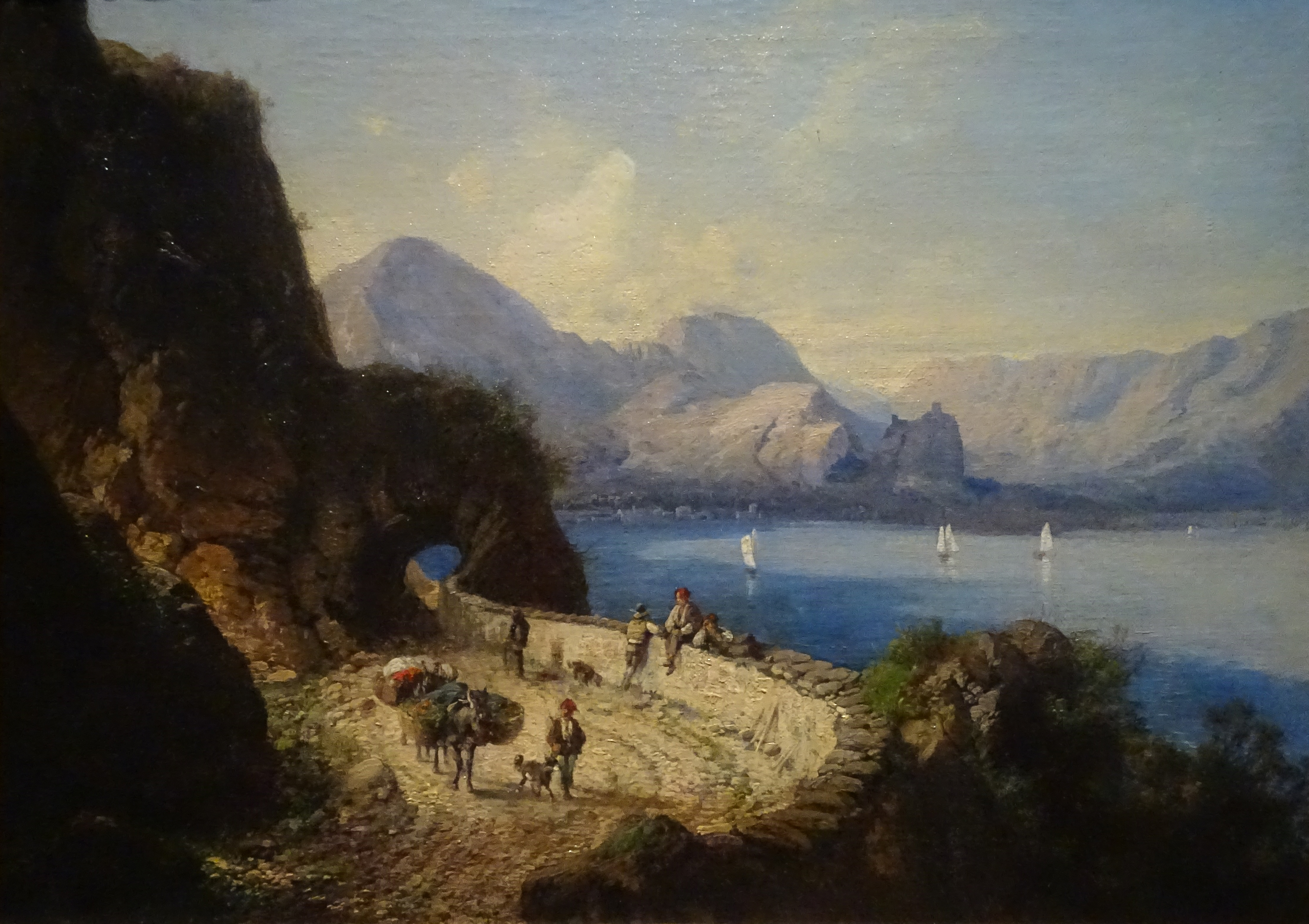
Strada del Ponale, di Karl Millner (1858, MAG Museo Alto Garda)

La strada è stata costruita a metà del XIX secolo ed è subito diventata la principale arteria a collegare la valle di Ledro col versante del Garda ed è stata utilizzata per il normale traffico veicolare.
Nel corso degli anni il tracciato originale ha subito varie modifiche ed i punti più critici per il pericolo di caduta massi o per la posizione troppo esposta sono stati sostituiti da brevi tratti in galleria e quindi dismessi. 
Spesso il tracciato era soggetto a chiusure più o meno prolungate per la sua messa in sicurezza in seguito alla caduta di sassi che mettevano in grave pericolo chi vi transitava.
Rimase in funzione sino al 1995. In quell'anno venne definitivamente chiusa in seguito all'apertura della nuova galleria di collegamento con Riva del Garda.
Dal 2004 è divenuta pista ciclabile e sentiero adatto all'escursionismo.

## Descrizione
La costruzione iniziò il 1º febbraio del 1848 e terminò il 3 gennaio 1851. L'ideatore della strada fu Giacomo Cis, agiato commerciante di Bezzecca. Questi dedicò molta della sua vita a sostenere, sollecitare e ideare l'opera, che avrebbe tolto la valle di Ledro da un secolare isolamento dovuto alla mancanza di strade carrabili, problema molto sentito da Cis per la sua attività di commerciante.

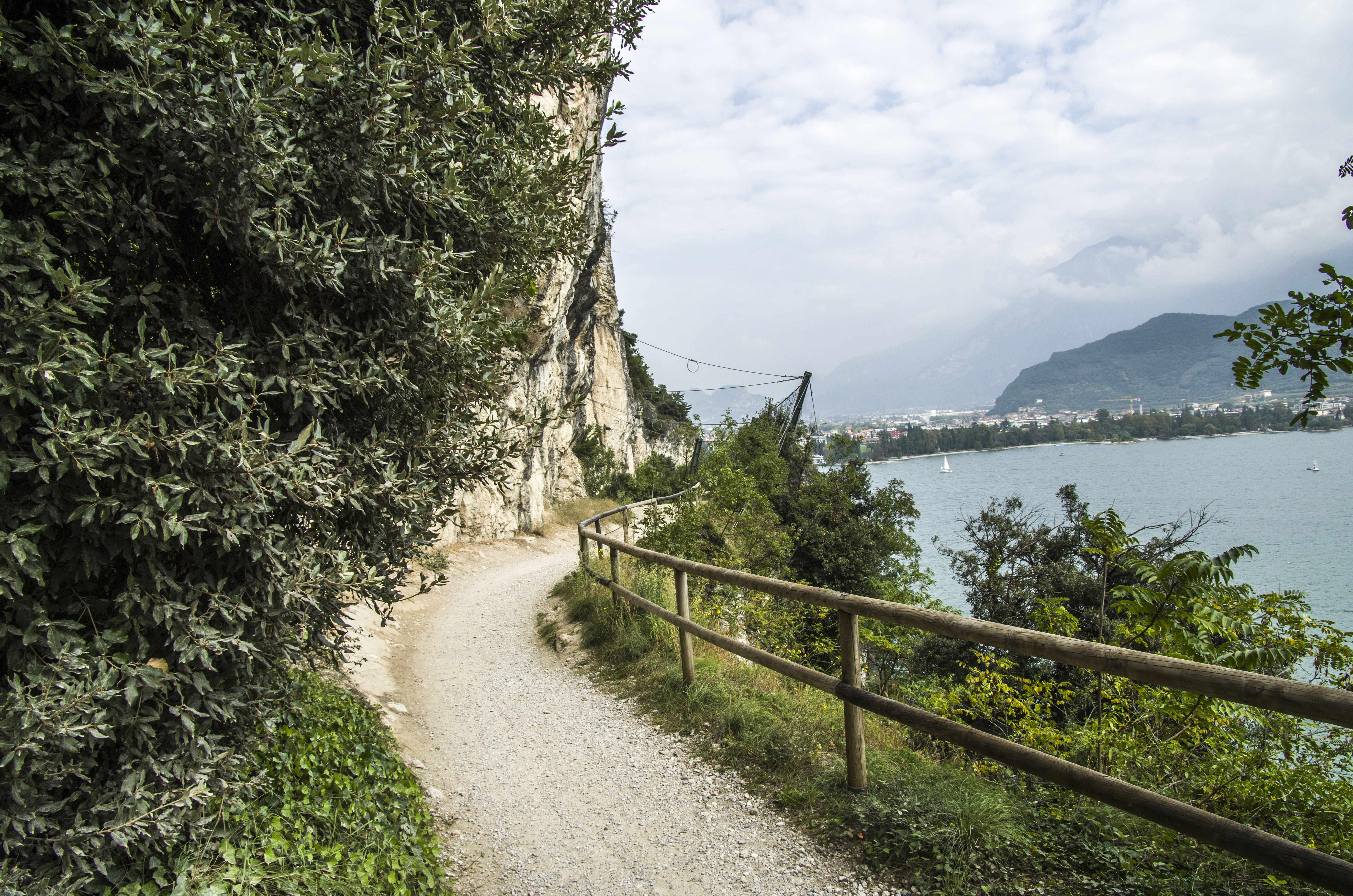
Un tratto della strada del Ponale:

La lunghezza totale della strada è di 33 chilometri. I primi furono i più difficili da realizzare in quanto scavati nelle pareti rocciose a picco sul Garda e si rese necessario anche realizzare tre gallerie.
Nel 1891 la strada fu percorsa per la prima volta da automobili private, mentre dal 1911 transitarono corse regolari di automessaggerie postali.
Durante la prima guerra mondiale la strada venne controllata dal genio militare, che apportò dei cambiamenti: in quel periodo vennero costruiti nuovi tratti di gallerie ed altre vennero aggiunte nel corso degli anni successivi.
Per molti anni la strada fu sufficiente alle esigenze del traffico, nonostante le sue numerose curve e strettoie. Nel 1981 si iniziò a progettare una strada alternativa in gran parte in galleria che entrò in funzione nel 1992.
Dopo la costruzione della nuova galleria, la strada del Ponale andò in disuso e venne chiusa al traffico. Dopo anni di incuria e abbandono, il 14 luglio del 2004 la strada iniziò una seconda vita venendo trasformata in un sentiero di montagna pedonale aperto anche all'uso della bicicletta.

## La pista ciclabile
La strada del Ponale è divenuta, grazie alla spettacolare vista che offre sul lago di Garda, una escursione molto praticata dagli amanti della mountain bike.
L'itinerario ciclistico parte da Riva del Garda, all'altezza dell'imbocco della strada statale in direzione di Brescia. Poco dopo aver lasciato Riva, si trova, sulla destra, l'inizio della vera e propria strada del Ponale ben segnalata e con il fondo sterrato, ma ben mantenuto. Da qui si prosegue in salita, costante e non eccessivamente ripida, seguendo le indicazioni per il lago di Ledro tra magnifici panorami del lago di Garda. Arrivati a Molina di Ledro si può proseguire fino al lago.
In alternativa, invece di recarsi a Molina di Ledro, seguendo le indicazioni ci si può recare a Pregasina, località molto suggestiva che offre un ulteriore bel panorama sul lago.